# Виснер, Фрэнк Гардинер

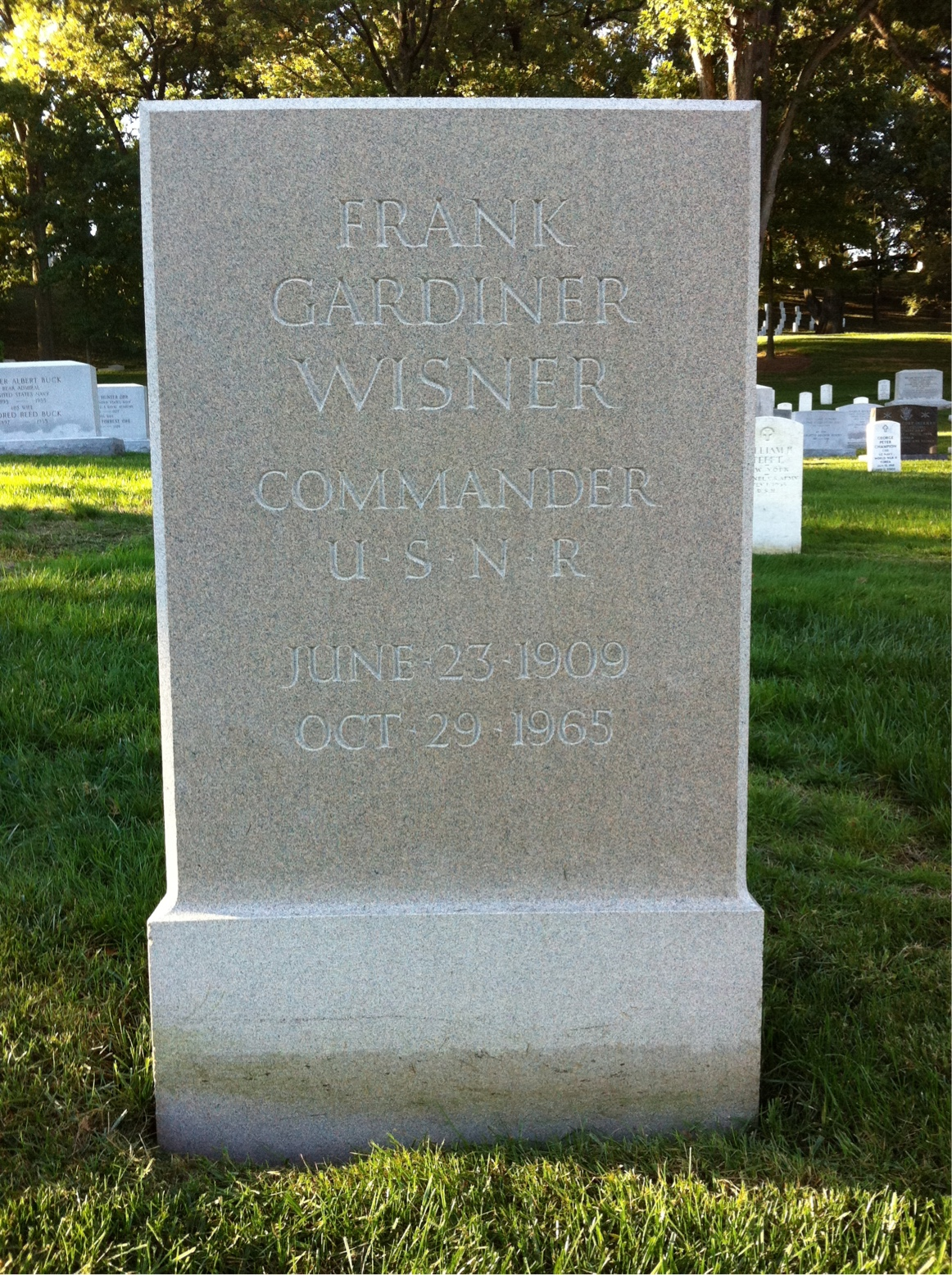
Могила на Арлингтонском национальном кладбище

О его сыне, дипломате, см. Фрэнк Дж. Виснер.
Фрэнк Гардинер Виснер (англ. Frank Gardiner Wisner; 23 июня 1909 — 29 октября 1965) — один из основателей Центрального разведывательного управления, организатором и руководителем Управления специальных операций США и играл важную роль в разведке и спецоперациях США в 1950-х годах.
Виснер начал свою разведывательную карьеру в Управлении стратегических служб (OSS) во время Второй мировой войны. После войны он возглавил Управление политической координации (OPC), одну из организаций-правопреемников OSS, созданную во исполнение Директивы 10/2 Совета национальной безопасности США, и руководил её деятельностью с 1948 по 1950 год. В 1950 году OPC было передано в прямое подчинение Центрального разведывательного управления, а затем преобразовано в Директорат планирования под руководством Аллена Даллеса. Виснер сменил Даллеса в 1951 году, когда того назначили директором Центральной разведки.
Виснер возглавлял Директорат планирования до сентября 1958 года, играя важную роль в ранней истории ЦРУ. Он пережил крах своей карьеры в 1958 году и ушел из своего ведомства в 1962 году. Покончил жизнь самоубийством в 1965 году.

## Образование и ранние годы карьеры
Виснер получил образование в Виргинском университете, где получил степень бакалавра и магистра права. Его также привлекли к тайному Обществу Семи университета. После окончания юридического факультета в 1934 году Виснер начал работать юристом на Уолл-стрит в компании Carter, Ledyard & Milburn.

## В военной разведке
В 1941 году, за шесть месяцев до нападения на Перл-Харбор, Виснер поступил на военную службу в ВМС США. Он работал в службе цензуры военно-морского флота, пока ему не удалось перевестись в Управление стратегических служб (OSS) в 1943 году. Сначала он был направлен в Каир, где провёл год, не богатый событиями. После Каира его перевели на три месяца в Турцию, а в августе 1944 года — в Румынию, где он возглавил деятельность разведки в Юго-Восточной Европе.
Виснер прибыл как раз в то время, когда Румыния присоединилась к союзникам и объявила войну странам Оси. Его первой задачей было проследить за возвращением около 1350 американских лётчиков, которые были сбиты в ходе налётов на румынские месторождения нефти. Военнопленные были возвращены американской спасательной службой через аэродром Попешти-Леордени. Двенадцать самолётов B-17 Flying Fortress вылетали с освобождёнными пленными на борту каждый час. Всего было перевезено около 1700 американских военнопленных.
После себя Виснер оставил в Румынии большую сеть агентов, которым щедро платил, однако в неё очень быстро проникли советские разведчики. К концу зимы 1946-1947 года все созданное Виснером румынское подполье было раскрыто и уничтожено.
В марте 1945 года Виснер был переведен в американскую зону оккупации в Висбаден, Германия. В 1945—1946 годах после демобилизации он вернулся к юридической практике в Carter, Ledyard & Milburn.

## ЦРУ
Виснера пригласили вернуться на госслужбу в 1947 году: Дин Ачесон рекомендовал его для работы в Государственном департаменте, на должность заместителя помощника госсекретаря по оккупированным территориям. Он контролировал оккупированные зоны Берлина, Вены, Токио, Сеула и Триеста.
18 июня 1948 года Совет национальной безопасности США утвердил для проведения тайных операций за пределами США Директиву 10/2, в соответствии с которой было создано Управление специальных проектов. 1 сентября 1948 года организация официально начала работать, хотя для конспирации была переименована в Управление политической координации (OPC). Виснер был назначен руководителем OPC. Первоначально эта спецслужба работала под эгидой ЦРУ, но была подотчетна Государственному департаменту и получала указания от него.
В соответствии с секретным уставом, обязанности OPC включали «пропаганду, экономическую войну, превентивные прямые действия, включая саботаж, антисаботаж, разрушение и вывоз объектов; подрывную деятельность против враждебных государств, включая помощь подпольным движениям сопротивления, партизанам и эмигрантским группам, а также поддержку местных антикоммунистических элементов в находящихся под угрозой странах свободного мира».
В начале 1950-х Виснер был объектом расследований ФБР в связи с его работой в военное время в Румынии, включая утверждение, что у него был роман с Тандой Караджей, дочерью румынской принцессы Катерины Караджи во время войны; Караджу в сообщениях ФБР считали советским агентом. Однако Виснер был очищен от всех подозрений Управлением безопасности ЦРУ.
23 августа 1951 года Виснер сменил Аллена В. Даллеса на посту директора Департамента планирования ЦРУ, под прикрытием которого стало действовать Управление специальных операций. Ричард Хелмс был его руководителем. В этой должности он сыграл важную роль в поддержке проамериканских сил, которые свергли премьер-министра Мохаммеда Моссадыка в Иране в 1953 году, и президента Хакобо Арбенса Гусмана в Гватемале в 1954 году.
Дж. Эдгар Гувер и американский сенатор Маккарти сумели заставить директора ЦРУ Аллена Даллеса уволить одного из своих ключевых сотрудников, Кармела Оффи, в 1953 году из-за обвинений Виснера.
Виснер тесно сотрудничал с Кимом Филби, британским агентом, который также был советским шпионом.
Виснер также принимал активное участие в создании программы самолётов-шпионов Lockheed U-2, которой руководил Ричард М. Бисселл-младший
Виснер пережил серьезный сбой в сентябре 1958 года. У него диагностировали маниакально-депрессивный психоз и получил электросудорожную терапию. Ричард Биссел сменил Виснера на посту заместителя директора ЦРУ по планированию. После долгого лечения и выздоровления Виснер стал начальником лондонского отделения ЦРУ.
В 1961 году Виснеру было приказано организовать деятельность ЦРУ в Британской Гвиане.
В 1962 году Виснер уволился из ЦРУ.

## Семья
Виснер женился на Мэри Эллис («Полли») Ноулз (1912—2002), и у них было четверо детей: дочери Элизабет, Грэм, Эллис и сын Фрэнк Дж. Виснер, который поступил на дипломатическую службу и пошел по стопам отца, совмещая свои официальные обязанности с разведывательной деятельностью, в том числе в Египте и в Ираке.

## Смерть
Виснер совершил самоубийство 29 октября 1965 года и был похоронен на Арлингтонском кладбище в Вашингтоне.